# Miranda Čondić-Kadmenović
Miranda Čondić-Kadmenović, poznatija kao Mimi Fiedler, (Split, 11. rujna 1975.) njemačka je poznata glumica hrvatskih korijena. Modna je urednica u Magazinu Neue Mode Magazine.
U Hrvatsku je s roditeljima odselila sa samo dvije godine. Kad se je odlučila za glumačku karijeru, na savjet svoje münchenske agentice promijenila je svoje prezime u Toma, što je bilo ime njenog djeda. Razlog promjene je bilo Nijemcima lakše izgovorivo ime čime bi dobila bolje glumačke uloge.  Karijeru je započela 1996. u kazalištu Schauspielhausu u Frankfurtu na Majni.
Poznata je po ulogama u brojnim njemačkim filmovima i serijama. Najpoznatija je uloga Hrvatice Nike Banović u Tatortu, jednoj od popularnijih kriminalističkih serija u Njemačkoj. Pojavila se je i u serijama Die Wache, Bei aller Liebe, Alarm für Cobra 11-Die Autobahnpolizei, Grosstadrevier, Im Namen des Gesetzes i inima.
2000. udala se je za Leonhardta, te je do rastave nastupala pod imenom i prezimenom Miranda Leonhardt.
Od 2003. do 2010. bila je u vezi s Hrvatom iz Njemačke, glumcem Mišelom Matičevićem.
Od 2013. nastupa kao Mimi Fiedler.
2014. je godine kandidirana za Večernjakovu domovnicu.

## Filmografija
(izbor)
- 1998.: Zita – Geschichten über Todsünden, kratki film, filmski debi, posebna nagrada na festivalu u Torinu
- 1998. Yara
- 1998.: Solo für Klarinette
- 2000.: Mein Leben gehört mir
- 2000.: Trennungsfieber
- 2005.: SOKO Kitzbühel
- 2005. – 2007.: Alles außer Sex
- 2006.: SOKO 5113
- 2008.: Utta Danella
- 2009.: Für meine Kinder tu' ich alles
- 2010.: SOKO Köln
- 2010.: SOKO Stuttgart
- 2010.: Alarm für Cobra 11 – Die Autobahnpolizei
- 2011.: Ich habe es dir nie erzählt
- 2011.: Kokowääh
- 2012.: Ein Sommer in Kroatien
- 2012.: Mann tut was Mann kann
- 2014.: Die Dienstagsfrauen – Sieben Tage ohne
- 2015.: Die Dienstagsfrauen – Zwischen Kraut und Rüben
- od 2015.: Unter uns
- televizijska serija Tatort (Mjesto zločina)

## Vanjske poveznice
- Miranda Čondić-Kadmenović na IMDb-u